# Arrernte
Pour les articles homonymes, voir Aranda.

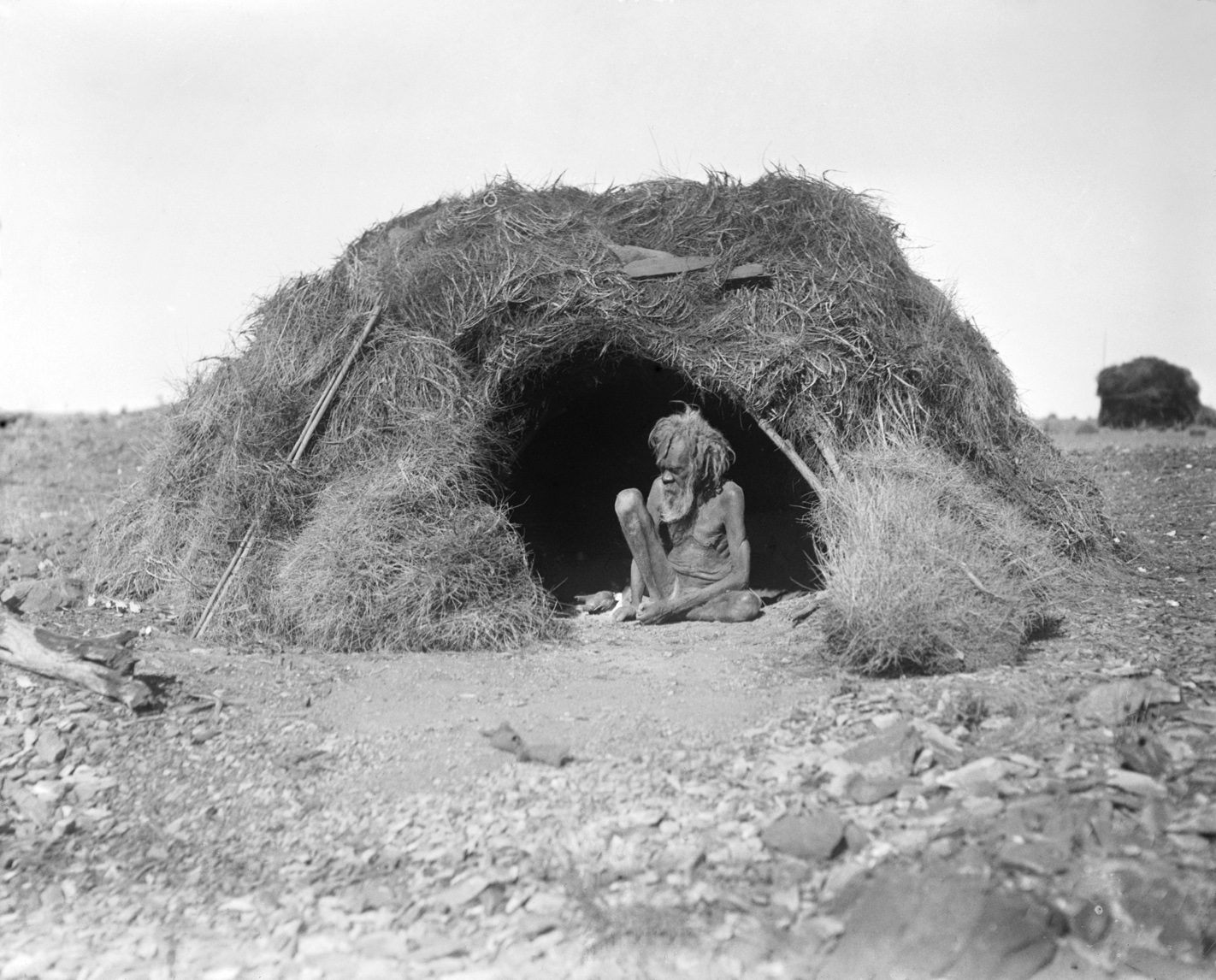
Un homme Arrernte du Territoire du Nord et une hutte traditionnelle en 1920.

Le peuple Arrernte est un groupe de personnes vivant traditionnellement dans les territoires du centre de l'Australie. Certains membres Arrernte vivent à distance : à Sydney, à Melbourne ou même à l'étranger.
On distingue quatre groupes de gens, :
- les Arrernte du centre : ceux qui vivent aux alentours d'Alice Springs.
- les Arrernte de l'est : ceux qui sont à l'est d'Alice Springs.
- les Arrernte de l'ouest : ceux qui habitent à l'ouest d'Alice Springs.
- les Arrernte peut faire référence soit à la totalité des groupes, soit au peuple qui se trouvent au nord d'Alice Springs.

Ils sont également connus sous les noms Aranda, Arrarnta et Arunta.

## Territoire
Le territoire arrernte est contrôlé par le Conseil arrernte, lui-même mené par le Conseil du Territoire du Centre à Alice Springs. Il s'étend à l'ouest jusque Mutitjulu et King's Canyon, et à l'est jusqu'à l'extrémité occidentale du désert Simpson. Les Arrernte contrôlent un petit territoire au nord d'Alice Springs, mais aucune communauté n'y vit.
Ce territoire est recouvert de chaînes de montagnes, de gorges et de points d'eau. On y retrouve également des « zones de protection » dans lesquelles plusieurs espèces sont protégées.

## Langue
L'arrernte est une langue traditionnellement parlée dans la région d'Alice Springs (Mparntwe en arrernte). En 2016, 2 358 personnes déclarent parler l'arrernte à la maison.
Dans la plupart de écoles primaire d'Alice Springs, tous les écoliers apprennent cette langue, quelle que soit leur origine. Il s'agit d'une langue obligatoire qui s'accompagne parfois du français ou de l'indonésien. Par ailleurs, une grande proportion de collèges et de lycées propose de suivre des cours optionnels d'arrernte et il peut également être étudié au Centralian College dans le cadre des TAFE,. Des projets sont à l'étude pour en faire une matière universitaire.
Certains employeurs exigent aussi que leurs employés apprennent les bases de la langue afin de pouvoir communiquer avec le peuple Arrernte (environ 25 % des habitants d'Alice Springs parlent principalement arrernte).

## Mythes
Les croyances Arrernte sont partagées par près de 60 % de la population (38 % sont de confession catholique romaine).
Le mythe des origines est très similaires aux autres mythologies aborigènes. En effet, à l'origine, n'existe qu'une plaine aride plongée dans les ténèbres. Les esprits, ou « ancêtres totémiques », parcoururent la Terre en façonnant les paysages de l'Australie. Ils donnèrent vie à l'humanité : « découpèrent la masse que constituait alors l'humanité de façon à en dégager des individus, encore à l'état d'embryons ; puis ils coupèrent les ligaments joignant leurs doigts de mains et de pieds et leur ouvrirent les oreilles, les yeux et la bouche ». On leur doit également toutes les techniques et tout le savoir du peuple. Une fois accomplies leurs lourdes tâches, les esprits totémiques replongèrent dans leur sommeil originel, soit dans le sol, soit sous la forme de rochers ou d'arbres.
Selon les Arrernte, un être se compose de deux essences de nature différente. La première, l'âme mortelle, prend forme lors de la fécondation, en même temps que l'embryon. La seconde, l'âme immortelle, n'intervient seulement qu'au cours de la grossesse. C'est elle qui modèle la personnalité et le physique de l'enfant.

## Tourisme
En visitant Alice Springs, les touristes peuvent apprendre énormément au sujet de la vie des Arrernte, avec des guides ou des conteurs. Des circuits sont souvent organisés pour aller à Hermannsburg (à l'ouest) et à Wallace Rock Hole (à l'est) pour en apprendre davantage et découvrir leur art, leur culture et leur langue.